# Chicoana (kommunhuvudort i Argentina)
Chicoana är en kommunhuvudort i Argentina.   Den ligger i provinsen Salta, i den norra delen av landet, 1 300 km nordväst om huvudstaden Buenos Aires. Chicoana ligger 1 238 meter över havet och antalet invånare är 8 468.
Terrängen runt Chicoana är varierad. Närmaste större samhälle är El Carril, 5,1 km nordost om Chicoana.
Trakten runt Chicoana består till största delen av jordbruksmark. Runt Chicoana är det ganska glesbefolkat, med 21 invånare per kvadratkilometer.